# Ball (álbum)
Ball es el tercer álbum de estudio de la banda de rock Iron Butterfly, lanzado en febrero de 1969. Luego del enorme éxito de "In-A-Gadda-Da-Vida", Iron Butterfly modificó su sonido rock ácido y experimentó con composiciones más cortas y melódicas. Las guitarras características de la banda siguen evidentes en algunas canciones como "In the Time of Our Lives" y "It Must Be Love". El álbum alcanzó el número uno, haciendo de Ball mucho más exitoso que In-A-Gadda-Da-Vida. Ball recibió disco de oro en 1969. En 1999, Collector's Choice Music lanzó Ball con 2 bonus tracks, "I Can't Help But Decive You Little Girl" y "To Be Alone", los cuales antes de este lanzamiento, estaban solo disponibles en formato de sencillo (7 pulgadas).

## Lista de canciones
Lado A
1. "In The Times Of Our Lives" (Ingle & Bushy)- 4:46
2. "Soul Experience" (Ingle, Bushy, Brann, & Dorman)- 2:50
3. "Lonely Boy" (Doug Ingle)- 5:05
4. "Real Fright" (Ingle, Bushy, & Brann)- 2:40
5. "In The Crowds" (Ingle & Dorman)- 2:12

Lado B
1. "It Must Be Love" (Doug Ingle)- 3:11
2. "Her Favorite Style" (Doug Ingle)- 3:11
3. "Filled With Fear" (Doug Ingle)- 3:23
4. "Belda-Beast" (Erik Brann)- 5:46

Bonus tracks de la versión de 1999 de Collector's Choice Music:
- "I Can't Help But Deceive You Little Girl"- 3:34 (Doug Ingle)
- "To Be Alone"- 3:04 (Ingle & Edmondson)

## Sencillos
Lanzamientos en Estados Unidos
- In The Time Of Our Lives/It Must Be Love - #96 en la lista Billboard Hot 100
- Soul Experience/In The Crowds - #75 (Billboard Hot 100)

Lanzamientos en el Reino Unido (Los 2 singles de Estados Unidos también fueron lanzados en este país)
- Belda Beast (Versión editada de 4:59)/Lonely Boy

Singles post-álbum
- I Can't Help But Deceive You Little Girl/To Be Alone

## Miembros
- Doug Ingle - Órgano/Voz principal (excepto en el track 9)
- Erik Brann - Guitarra principal/Voz (canta en el track 9)
- Lee Dorman - Bajo/Voz
- Ron Bushy - Batería

- Datos: Q943454